# 매튜 셰퍼드
매튜 웨인 셰퍼드(Matthew Wayne Shepard, 1976년 12월 1일 ~ 1998년 10월 12일)는 1998년 10월 미국 와이오밍 주 동남부에 위치한 라라미의 외곽 지역에서 고문 후 살해당한 와이오밍 대학교의 학생이다. 그는 10월 6-7일 밤에 납치되었고 다음날 울타리에 묶인 빈사 상태로 발견된 후 콜로라도 주에 있는 병원으로 옮겨졌으나 12일 심각한 머리 부상으로 결국 사망하였다.
재판이 열린 후 매튜 셰퍼드가 동성애자라는 이유로 살해당했다는 사실이 언론을 통해 널리 알려졌다. 라라미의 경찰관은 공판 전 수속에서 피의자의 여자친구가 피의자의 동성애 혐오주의로 인해 셰퍼드에 가한 폭력에 어떻게 작용했는지 설명하였다고 증언하였다. 이 살인사건으로 인해 전 미국과 여러 나라들은 증오범죄를 처벌하는 법의 필요성에 대한 관심을 가지게 되었다.
2009년 매튜 셰퍼드의 어머니인 쥬디 셰퍼드가 쓴 저서 《The Meaning of Matthew: My Son's Murder in Laramie, and a World Transformed》이 발간되었다. 2009년 10월 미국 의회는 매튜 셰퍼드와 인종 증오살인 피해자 제임스 버드 주니어의 이름을 딴 증오범죄예방법안《Matthew Shepard and James Byrd, Jr. Hate Crimes Prevention Act》을 제정하여, 10월 28일 미국 대통령 버락 오바마의 서명을 받아 발효되었다.
한편 셰퍼드를 살해한 범인 두 명은 모두 차례대로 잡혔고, 뒤늦은 반성과 더불어 셰퍼드 가족들이 선처를 호소하여 사형은 면하고 둘 다 무기징역을 살고 있다.

## 생애
매튜는 와이오밍의 캐스퍼에서 쥬디 셰퍼드와 데니스 셰퍼드의 두 아들 중 첫째로 태어났다. 그는 크레스트 힐 초등학교와 딘 모건 주니어 고등학교, 내트로나 카운티 고등학교를 다녔으며, 그의 아버지가 1994년 여름 사우디아라비아의 석유회사 사우디 아람코에서 일할 때에는 부모님이 다란에 거주하였고 그 동안 그는 스위스의 미국인 학교에서 1995년 졸업하였다. 이후 다시 콜로라도의 덴버에 정착하기 전 카토바 칼리지와 캐스퍼 칼리지에 출석하기도 하였으나, 라라미에 위취한 와이오밍 대학교의 정치학과에 입학였다. 와이오밍 환경 위원회의 대학생 대표로 선출되기도 하였다.
그의 아버지는 매튜를 "거의 누구와도 잘 어울릴 줄 아는 낙천적이며 고분고분한 청년"으로 묘사하였다. 또한 그는 사교성이 높고 새로운 도전들을 찾아다녔으며, 이해심이 많고 사람들이 다름을 받아들 일 수 있도록 노력했다고 한다.
그의 어머니에 따르면 1995년 2월 모로코로 향한 학교 여행에서 폭행과 강간을 당한 매튜는 당시 우울증과 공황발작을 경험하기도 했다고 한다. 그의 친구는 우울증으로 인해 매튜가 약물에 빠지지 않을까 걱정하였다.

## 죽음
1998년 10월 6-7일 밤 매튜는 라라미의 한 술집에서 애론 맥키니와 러셀 핸더슨을 만났다. 그들은 매튜를 집까지 데려준다며 차에 태운 뒤, 그를 시골 교외지역으로 데려가 금품을 모두 빼앗고 권총으로 그를 때린 후 고문하였다. 그리고 그를 울타리에 묶어둔 채 버려두었다. 재판 과정에서 피의자들은 매튜의 집 주소도 알고 있었으며, 그 곳에서 도둑질을 하려고 했던 것으로 밝혀졌다. 울타리에 묶인 상태에서 매튜는 코마 상태에 빠졌으며, 18시간 뒤 한 사이클리스트에 의해 발견되었다. 그는 처음에 매튜가 허수아비인줄 알았다고 경찰에 말했다.
매튜의 후개골과 관자놀이 부근이 골절되었고 심장박동 등을 조절하는 뇌간도 큰 손상을 입었다. 그 외에도 머리와 얼굴 목에 크고 작은 상처들이 있었다. 의사들은 수술과 치료에 큰 어려움을 겪었으며, 무의식 상태에서 생명유지장치에만 의존하는 상태로 입원해있었다. 그가 공격을 받은 다음 날부터 전국적으로 촛불 시위가 일어났다.
결국 1998년 10월 12일 오전 0시 53분 사망 선고가 내려졌다. 그는 사망 당시 21세였다.

### 장례식 시위
프레드 펠프스가 이끄는 웨스트보로 침례교회의 교인들은 매튜 셰퍼드의 장례식 주변에 몰려들어 동성애 혐오주의적인 내용이 담긴 팻말등을 들고 시위하였으며, 이는 전국적으로 보도되었다.

## 재판
곧 경찰은 애론 맥키니와 러셀 헨더슨을 체포하여 그들의 트럭에서 피 묻은 총과 매튜의 신발, 지갑 등을 발견했다. 그 후 헨더슨과 맥키니는 그들의 여자친구들로 하여금 알리바이를 조작하려고 시도하였다.
맥키니는 재판에서 그의 행동이 정당했다는 여러 변론들을 펼쳤다. 그는 처음엔 동성애 공황증을 호소하였는데, 매튜가 자신들을 성적으로 추근거려 정당방어를 할 수 밖에 없었다고 주장하였다. 어느 순간부터 맥키니의 변호사는 그들이 그저 매튜의 금품만 뺏을 계획이였을 뿐 죽일 의도는 없었다고 변호하였다.
검사는 맥키니와 핸더슨이 매튜의 신의를 얻기 위해 그들이 동성애자인 척 하였다는 혐의를 제기하였고, 재판에서 맥키니의 여자친구 크리스틴 프라이스는 핸더슨과 맥키니가 매튜를 꼬여내어 트럭에 태운 뒤 털기 위해 동성애자를 연기했다고 증언하였다. 이 후 맥키니는 술집에서 매튜가 먼저 그들에게 접근했으며, 집에 태워달라고 부탁했다고 주장했다.
그들은 매튜와 친해진 후 그를 라라미의 외곽지역으로 데려가 지갑을 훔치고 폭행했으며 매튜가 자신을 살려달라고 하는 동안 맥키니의 트럭에 있던 밪줄로 울타리에 묶어두었다. 언론 보도는 종종 권총으로 인한 폭행과 그의 두개골 골절에 대한 시각 자료들을 포함했다. 매튜의 눈물이 흐른 자리를 제외하고 얼굴이 완전히 혈액에 덮여 있었다는 것으로 보도되었다. 피의자들의 여자친구들은 맥키니와 핸더슨 모두 범행당시 약물이나 술에 취해있지 않았다고 진술했다.
1999년 4월 5일 핸더슨은 사형을 피하기 위해 자신의 범행을 자백하고 맥키니에 대해 증언을 하는 조건으로 종신형을 선고받았다. 맥키니의 재판에서 배심원들은 중죄 모살 혐의를 인정하여 유죄를 확정했다. 배심원들이 사형 판결을 심의하기 직전 매튜 셰퍼드의 부모가 선처를 호소, 맥키니 역시 종신형이 확정됐다.
핸더슨과 맥키니는 와이오밍 주립 교도소에 수감되었으나, 이 후 수용가능 인원 초과로 인해 다른 교도소로 이감되어 복역중이다.

## 증오범죄예방법

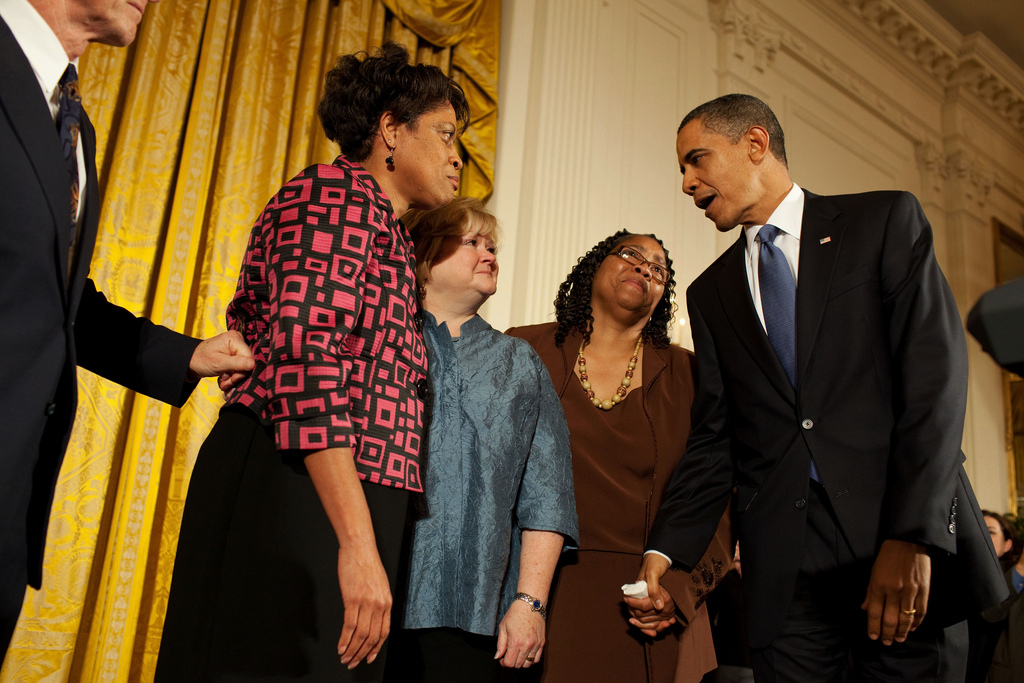
루본 해리스, 쥬니 셰퍼드, 베티 버드 보트너와 악수하는 버락 오바마 대통령

핸더슨과 맥키니는 와이오밍 주에 관련된 법령이 존재하지 않아 증오범죄로 고소되지 못했다. 매튜 셰퍼드가 그의 성적 지향 때문에 범죄의 대상이 되었다고 믿는 사람들에 의해 증오범죄예방법의 개정이 요구되었다. 당시에는 미국의 연방법과 와이오밍의 주법 모두 동성애 혐오에 의한 범죄를 증오범죄로 인정하지 않고 있었다.
다음 회기의 와이오밍 주의회에 증오범죄예방법이 입안되었으나, 하원에서 30대 30의 표결 결과로 통과되지 못했다.
당시 미국 대통령 빌 클린턴은 증오범죄예방법에 성적지향과 여성, 장애인을 포함하는 확장 법안을 내놓았으나 1999년 미국 연방 하원의회에 의해 거부되었다. 2000년 9월 미국 국회의 상원과 하원은 각각 유사한 법안을 통과시켰으나 양원협의회에서 기각하였다.
2007년 3월 20일 민주당 소속 국회의원 존 코니어스가 지원하는 《매튜 셰퍼드 법》이 미국 국회에 소개되었다. 이 법의 입안 축하연에 매튜 셰퍼드의 부모님이 참가하였다. 2007년 5월 3일 하원에서 통과된 후 2007년 9월 27일 상원에서도 유사한 법이 통과되었다. 하지만 당시 대통령 조지 W. 부시이 거부권을 행사하였다. 결국 공화당과 조지 W. 부시의 반대로 인해 민주당 대표부는 거부권을 무력화하는 계획을 포기할 수 밖에 없었다. 또한 국방수권법과의 결부로 인해 같은 당의 반전주의 의원들의 지지를 이끌어내는 데에도 실패하였다.
버락 오바마가 대통령으로 당선된 후 해당 법안의 입법 의지를 밝혔다. 미국 연방 하원의회는 2009년 4월 29일 증오 범죄 수정안을 심사하였다. 공화당 소속 노스캐롤라이나의 지역구 의원 버지니아 폭스는 매튜 셰퍼드의 어머니가 방청석에 앉아있는 회의실에서 그의 살인자들을 '증오 범죄'라고 낙인 찍는 행위는 '조작'된 것이라고 발언했다. 폭스는 나중에 그녀의 발언이 잘못되었다고 시인했다. 하원은 법안을 표결에 부처 249대 175로 통과시켰다. 이 법은 4월 28일 양당의 의원 테드 케네디와 패트릭 리히에 의해 상원에 상정되었으며, 2009년 6월 17일까지 43명의 동료 의원 서명을 얻어냈다. 매튜 셰퍼드 법은 2009년 7월 15일 다른 법안 S.1390와 통합되었으며, 10월 22일 68대 29의 투표로 상원에서 통과되었다. 오바마 대통령은 2009년 10월 28일 서명하였다.

## 사회적 반응
매튜 셰퍼드의 친구였던 로메인 패터슨은 천사를 흉내낸 하얀 가운을 입고 장례식에 모여든 웨스트보로 침례 교회 교인들을 둘러싸 격리시키기 위해 사람들을 조직하였다. 경찰들은 두 무리의 사람들을 강제로 떨어트려놓아야만 했다. 앨런 드제너러스가 매튜 셰퍼드의 추모회를 주관하였다.
여전히 다수의 언론에 이 사건이 오르내리고 있다. 살인사건이 사실은 증오 범죄가 아니라 마약 거래에 의한 우발적 살인내지 피해자와 피의자가 섹스 파트너였다는 식의 음모론도 제기되었으나, 근거 부족 등의 이유로 여러 매체에서 비판의 대상이 되었다.
매튜 셰퍼드 살인 사건은 많은 음악가들에게도 영향을 미쳤는데, 멜리사 에서리지와 신디 로퍼, 엘튼 존, 트리비움, 써즈데이 등이 관련 곡들을 작사작곡하였다. 《The Laramie Project》와 《The Matthew Shepard Story》, 《Anatomy of a Hate Crime》, 《Laramie Inside Out》, 《Moral Obligations》 등 많은 영화와 다큐멘터리로도 제작되었다.
미국 프로 농구 협회의 첫 공개적으로 동성애자임을 커밍아웃한 프로 선수인 제이슨 콜린스는 매튜 셰퍼드를 기리기 위해 2012-2013 시즌 보스턴 셀틱스에서 번호 98번을 달고 활동하였다.

## 유산
매튜 셰퍼드의 죽음 이후 그의 어머니 쥬니 셰퍼드는 LGBT 인권 운동가가 되었다. 특히 청년 동성애자들과 관련된 문제에 참여하고 있다.

### 매튜 셰퍼드 재단
쥬니 셰퍼드와 데니스 셰퍼드는 메튜를 기리는 의미에서 1998년 12월 매튜 셰퍼드 재단(Matthew Shepard Foundation)을 설립하였다. 이 재단은 LGBT 청년들이 겪은 어려움의 고층을 들어주고 조언하며, 사회에서의 차별과 증오 범죄를 없애기 위한 운동을 지원한다.

## 같이 보기
- 성소수자에 대한 폭력

## 참고 서적
- Shepard, Judy; (2009). 《The Meaning of Matthew: My Son's Murder in Laramie, and a World Transformed》. New York, NY: Penguin Group USA. ISBN 978-1-59463-057-6.
- Campbell, Shannon; Laura Castaneda (2005). 《News and Sexuality: Media Portraits of Diversity》. Thousand Oaks, Calif: Sage Publications, Inc. ISBN 1-4129-0998-8.
- Fondakowski, Leigh; Kaufman, Moises (2001). 《The Laramie project》. New York: Vintage Books. ISBN 0-375-72719-1.
- Garceau, Dee; Basso, Matthew; McCall, Laura (2001). 《Across the Great Divide: cultures of manhood in the American West》. New York: Routledge. ISBN 0-415-92471-5.
- Hinds, Patrick; Romaine Patterson (2005). 《The Whole World Was Watching: Living in the Light of Matthew Shepard》. Advocate Books. ISBN 1-55583-901-0.
- Loffreda, Beth (2000). 《Losing Matt Shepard: life and politics in the aftermath of anti-gay murder》. New York: Columbia University Press. ISBN 0-231-11859-7.
- Swigonski, Mary E.; Mama, Robin S.; Ward, Kelly (2001). 《From Hate Crimes to Human Rights: A Tribute to Matthew Shepard》. New York: Routledge. ISBN 1-56023-256-0.
- McConnell, David; (2013). 《American Honor Killings: Desire and Rage Among Men》. Akashic Books. ISBN 978-1617751325.
- "The Laramie project", Moises Kaufman 저